# Willy N'Kishi
Willy N'Kishi (1990) è un giocatore di football americano francese che gioca come defensive lineman per i Black Panthers de Thonon.

## Palmarès
- 1 World Games (2017)